# James Lowe (Fußballspieler)
James Lowe (* 26. November 1863 in Edinburgh; † 17. Juli 1922 ebenda) war ein schottischer Fußballspieler.

## Karriere
James Lowe spielte in seiner Vereinskarriere von 1882 bis 1892 für den FC St. Bernard’s, einen Fußballverein aus der schottischen Hauptstadt Edinburgh.
Am 19. Februar 1887 absolvierte er ein Länderspiel für die schottische Fußballnationalmannschaft gegen Irland. Beim 4:1-Erfolg erzielte er nach 55 Minuten den Treffer zum 3:1.